# Райхскомісар
Райхскомісар (нім. Reichskommissar) — посада Третього Райху, глава райхскомісаріату.
17 липня 1941 року Адольф Гітлер видав наказ про цивільне управління на окупованих східних областях СРСР. З вересня 1941 року ця посада започатковується усюди на окупованій території.
Робота райхскомісарів здійснювалась у тісному зв'язку з командувачами німецькими військами. Командувачі допомагали райхскомісарам у вирішенні адміністративних і політичних задач. На райхскомісарів покладалось виконання вимог Вермахту у сфері цивільного управління. Безпосереднє підпорядкування райхскомісарів здійснювалось лише рейхсміністру.